# Louise Courvoisier
Louise Courvoisier est une réalisatrice française, née à Genève en 1994.

## Biographie

### Famille et jeunesse
Louise Courvoisier naît à Genève d'un père suisse et d'une mère canadienne et allemande, tous deux musiciens baroques installés à la ferme, avec des moutons, à Cressia dans le Jura. Elle grandit, avec ses frères et sœurs, parmi les agriculteurs.

### Formation et débuts
Elle suit les cours de la CinéFabrique de Lyon.
Alors qu'elle est étudiante, son court métrage Mano a mano (2018) reçoit le prix de la Cinéfondation au Festival de Cannes 2019.

### Carrière
Son premier long métrage, Vingt Dieux, est présenté en avant-première dans la section Un certain regard du festival en 2024, où il reçoit le prix de la jeunesse. Il reçoit ensuite le Valois de diamant au Festival du film francophone d'Angoulême et le prix Jean-Vigo 2024.

## Filmographie

### Réalisatrice

#### Courts métrages
- 2018 : Mano a mano
- 2019 : La Jarretière

#### Long métrage
- 2024 : Vingt Dieux

## Distinctions

### Récompenses
- Festival de Cannes 2024 : Prix de la jeunesse de la section Un certain regard pour Vingt Dieux
- Prix Jean-Vigo 2024 pour Vingt Dieux
- Festival du film francophone d'Angoulême 2024 : Valois de diamant[4] et Valois des étudiants[5] pour Vingt Dieux
- Festival de Valladolid 2024 : Prix Punto de encuentro du meilleur film et Prix du public pour Vingt Dieux
- César 2025 : meilleur premier film pour Vingt Dieux
- Lumières 2025 : Lumière du meilleur premier film pour Vingt Dieux

### Nominations
- Prix Louis-Delluc du premier film 2024 pour Vingt Dieux
- César 2025 : meilleur scénario original pour Vingt Dieux (avec Théo Abadie)

### Entretiens
- « Louise Courvoisier, réalisatrice de Vingt dieux : "J’avais envie d’explorer les coulisses de la virilité agricole. Raconter une histoire de gars" » sur le site du Monde.
- [vidéo] Interview.